# Elachista regificella
Elachista regificella is een vlinder uit de familie grasmineermotten (Elachistidae). De wetenschappelijke naam is voor het eerst geldig gepubliceerd in 1849 door Sircom.
De soort komt voor in Europa.